# Svensktoppen 1970
Svensktoppen 1970

## Årets Svensktoppsmelodier 1970
| Nr | Artist                      | Titel                   | Poäng | Antal veckor |
| -- | --------------------------- | ----------------------- | ----- | ------------ |
| 1  | Lasse Berghagen             | En enkel sång om frihet | 1044  | 26           |
| 2  | Streaplers                  | De tusen öars land      | 637   | 18           |
| 3  | Anita Hegerland             | Mitt sommarlov          | 469   | 11           |
| 3  | Lennart Duvsjö              | Sjung om kärlek         | 469   | 18           |
| 5  | Cool Candys                 | Vår enda sommar         | 439   | 13           |
| 6  | Svante Thuresson            | Noaks ark (sång)        | 417   | 12           |
| 7  | Artur Erikson               | Till min syster         | 401   | 12           |
| 8  | Tommy Körberg               | Drömmen om Elin         | 336   | 8            |
| 9  | Stefan Rüden                | Ave Maria no morro      | 333   | 8            |
| 10 | Peter Holm                  | Monja                   | 330   | 8            |
| 11 | Agnetha Fältskog            | Om tårar vore guld      | 326   | 15           |
| 12 | Ola Håkansson               | Söta Belinda            | 307   | 11           |
| 13 | Michael med Salt och Peppar | Vinden ger svar         | 302   | 11           |
| 14 | Family Four                 | Ta hit din längtan      | 294   | 10           |
| 15 | Lars Lönndahl               | Allting är så underbart | 281   | 6            |